# Brandon Bantz
Pour les articles homonymes, voir Bantz.
Brandon Bantz (né le 7 janvier 1987 à Arlington, Texas, États-Unis) est un receveur des Ligues majeures de baseball sous contrat avec les Nationals de Washington.

## Carrière
Joueur de baseball à la Dallas Baptist University, Brandon Bantz est drafté au 30e tour de sélection par les Mariners de Seattle en 2009. Il fait ses débuts dans le baseball majeur avec ce club le 8 juin 2013. C'est son seul match pour le club.
Il rejoint les Nationals de Washington le 2 avril 2014.